# Campeonato Paranaense de Futebol de 1982
O Campeonato Paranaense de 1982 foi a 68° edição do principal certame estadual, reunindo doze clube e com a promoção do Pato Branco Esporte Clube, campeão da divisão de acesso do ano anterior. 
Neste ano o título voltou para Curitiba, com a conquista do Clube Atlético Paranaense que após doze anos (desde 1970) sem conquistar um estadual, levantou a taça. O vice-campeonato foi para o Colorado Esporte Clube e a artilharia voltou para o rubro negro da capital, pois Washington assinalou 23 gols. O Atlético Clube Paranavaí foi rebaixado para a segunda divisão.
Um dos destaques deste ano foi o Atlético Paranaense, que além de conquistar o campeonato, conseguiu uma marca histórica (que até 2013 não foi superado): 26 jogos sem derrotas.
A média de público deste campeonato ficou em 3.361 pagantes.

## Participantes
| Equipe                             | Cidade       | Região                            | No ano anterior                                                       | Estádio                                | Capacidade | Títulos             | Participações |
| ---------------------------------- | ------------ | --------------------------------- | --------------------------------------------------------------------- | -------------------------------------- | ---------- | ------------------- | ------------- |
| Coritiba Foot Ball Club            | Curitiba     | Região Metropolitana de Curitiba  | Oitavo Lugar                                                          | Estádio Major Antônio Couto Pereira    | 38.000     | 27 (último em 1979) | 59            |
| Clube Atlético Paranaense          | Curitiba     | Região Metropolitana de Curitiba  | Terceiro Lugar                                                        | Estádio Joaquim Américo                | --         | 11 (último em 1970) | 49            |
| Londrina Esporte Clube             | Londrina     | Microrregião de Londrina          | Campeão                                                               | Estádio do Café                        | 36.000     | 2 (1962, 1981 )     | 12            |
| União Bandeirante Futebol Clube    | Bandeirantes | Microrregião de Cornélio Procópio | Sexto Lugar                                                           | Estádio Comendador Luís Meneghel       | 10.000     | 0 (não possui)      | 17            |
| Colorado Esporte Clube             | Curitiba     | Região Metropolitana de Curitiba  | Quinto Lugar                                                          | Estádio Durival Britto e Silva         | 17.000     | 1 (1980)            | 11            |
| Grêmio de Esportes Maringá         | Maringá      | Microrregião de Maringá           | Vice Campeão                                                          | Estádio Willie Davids                  | 21.600     | 3 (1963,1964,1977)  | 20            |
| Sociedade Esportiva Matsubara      | Cambará      | Microrregião de Jacarezinho       | Décimo Lugar                                                          | Estádio Gustavo Nunes Diniz            | --         | 0 (não possui)      | 6             |
| Operário Ferroviário Esporte Clube | Ponta Grossa | Microrregião de Ponta Grossa      | Nono Lugar                                                            | Estádio Germano Krüger                 | 8.620      | 0 (não possui)      | 33            |
| Toledo Futebol Clube               | Toledo       | Microrregião de Toledo            | Décimo Primeiro Lugar                                                 | Estádio 14 de Dezembro                 | 15.280     | 0 (não possui)      | 4             |
| Cascavel Esporte Clube             | Cascavel     | Microrregião de Cascavel          | Quarto Lugar                                                          | Ninho da Cobra                         | --         | 1 (1980)            | 3             |
| Atlético Clube Paranavaí           | Paranavaí    | Microrregião de Paranavaí         | Sétimo Lugar                                                          | Estádio Municipal Dr. Waldemiro Wagner | 25.000     | 0 (não possui)      | 18            |
| Pato Branco Esporte Clube          | Pato Branco  | Microrregião de Pato Branco       | Campeão do Campeonato Paranaense de Futebol de 1981 - Segunda Divisão | Estádio Os Pioneiros                   | 1.500      | 0 (não possui)      | 2             |

## Classificação
```
*Equipe                              PTS J   V   E    D  GP  GC  SG   MPTS
*1.Atlético                          59  39  22  15   2  70  25  45   1.513
*2.Colorado                          47  37  14  19   4  40  26  14   1.270
*3.Londrina                          43  35  13  17   5  39  25  14   1.229
*4.Grêmio Maringá(Esportes)          37  35  12  13  10  43  34   9   1.057
*5.Operário                          36  35  12  12  11  36  43  -7   1.029
*6.Matsubara                         34  34  14   6  14  35  42  -7   1.000
*7.Cascavel EC                       30  33   8  14  11  29  37  -8   0.909
*8.União Bandeirante                 29  34   7  15  12  24  29  -5   0.853
*9.Toledo FC                         27  33   6  15  12  22  37 -15   0.818
*10.Coritiba                         26  33   8  10  15  29  37  -8   0.788
*11.Pato Branco                      24  33   7  10  16  28  42 -14   0.727
*12.Paranavaí                        22  33   4  14  15  19  37 -18   0.667
```

## Regulamento
O Campeonato de 1982 foi disputado em três turnos e em cada turno, uma final, com semifinal e final em jogo único. Como o Atlético ganhou os três turnos, foi sagrado, automaticamente, campeão.
O último jogo do campeonato foi, Clube Atlético Paranaense contra o Colorado e o Atlético ganhou de 4 a 1 (com dois gols de Washington), ganhando o returno e o campeonato.

## Campeão
| Campeão Paranaense de 1982           |
| ------------------------------------ |
| Clube Atlético Paranaense 12° Título |